# Rowman & Littlefield
Rowman & Littlefield – amerykańskie wydawnictwo książkowe założone w 1949 specjalizujące się w wydawaniu treści edukacyjnych, specjalistycznych i naukowych.
Siedziba Rowman & Littlefield mieści się w Lanham w stanie Maryland.